# Shauntay Hinton
Shauntay Hinton (Starkville, 26 febbraio 1979) è una modella e attrice statunitense incoronata Miss USA 2002.

## Biografia
Sahuntay Hinton nel novembre 2001 vince il titolo Miss Distretto di Columbia 2002 ed ottiene il titolo di rappresentare il Distretto di Columbia a Miss USA 2002, che si svolge il 28 febbraio 2002 a Gary. Shauntay Hinton diventa la terza rappresentante afroamericana ad essere incoronata Miss USA. Inoltre la stessa edizione del concorso sarà l'unica nella storia in cui quattro finaliste su cinque sono afro-americane. In seguito la Hinton ha gareggiato a Miss Universo 2002 in rappresentanza degli Stati Uniti, ma non è riuscita ad arrivare neppure alle semifinali.
Dopo l'anno di regno di Miss USA, Shauntay Hinton ha intrapreso la carriera di attrice, apprendo in numerose seri televisive come Criminal Minds e Heroes nel 2006 e nel 2009. Inoltre nel 2007 ha interpretato il personaggio della reporter Brittany Murphy, nel videogioco Command & Conquer 3: Tiberium Wars. Nel 2009 ha interpretato il personaggio di Jessica Warner in due episodi della serie iCarly. La sua carriera televisiva vanta di partecipazioni a corsi di bellezza in seguito si dedica nel 2003 all'evento HIV Testing Day come presentatrice e nel 2004 all'evento Sport America come presentatrice. Nel 2005 si dedica ad apparire in un piccolo ruolo nel film tv Tears of a Clown, al cortometraggio Nice a Guy? con un ruolo secondario e presenta l'evento Fresh Start Weekend. Nel 2007 presenta World Premiere, mentre l'anno dopo è la volta del programma televisivo We Live Here, poi diventa ospite della giuria del programma Prime News with Erica Hill fino al 2011. Nel 2010 è membro della giuria del programma Showbiz Tonight, ruolo che ricoprirà anche nel 2013 ma come presentatrice di una versione più estesa di sei puntate non due come l'edizione precedente. Nel 2012 ha recitato nel corto How Tiger Can Get His Swag Bag, interpretando Michelle Minaj.